# Zlatná na Ostrove
Zlatná na Ostrove (em húngaro: Csallóközaranyos) é um município da Eslováquia, situado no distrito de Komárno, na região de Nitra. Tem 35,31 km² de área e sua população em 2018 foi estimada em 2.361 habitantes.

## Demografia
| Ano:        | 1994 | 2004   | 2014   | 2024   |
| ----------- | ---- | ------ | ------ | ------ |
| Broj ljudi: | 2416 | 2558   | 2390   | 2380   |
| Razlika:    |      | +5,87% | -6,56% | -0,41% |

| Ano:               | 2023 | 2024   |
| ------------------ | ---- | ------ |
| Número de pessoas: | 2418 | 2380   |
| Diferença:         |      | -1,57% |